# Полесское восстание
Полесское восстание — вооруженное выступление, начатое местными левыми эсерами и большевиками против германских оккупационных войск, а затем УНР с целью установления советской власти на территории Западного Полесья. Восстание охватило территорию между городами Пинск – Лунинец – Давид-Городок – Столин – Дубровица – Сарны – Владимирец – Дольск.

## Предыстория

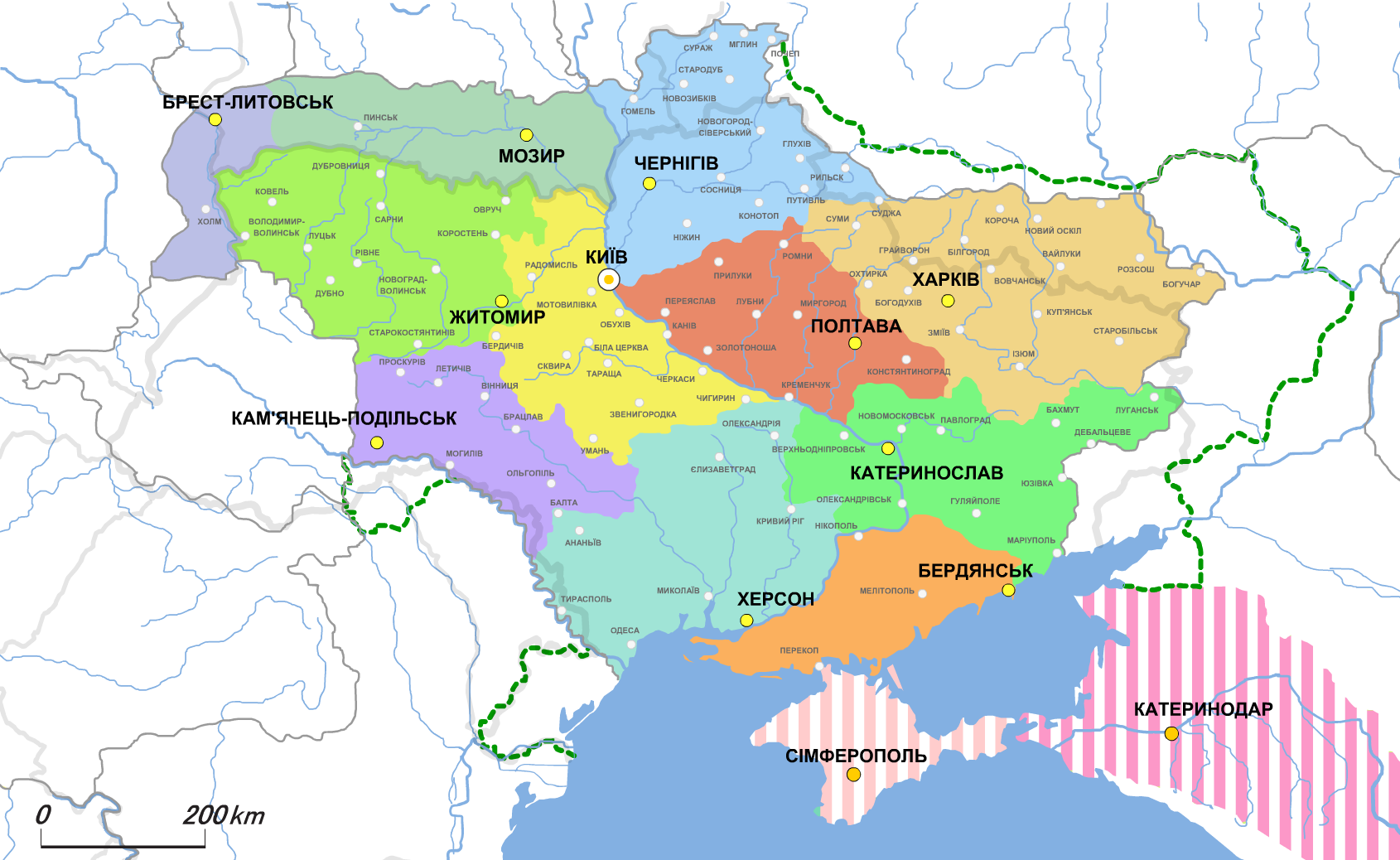
Административно-территориальное деление Украинской державы.
Дреговицкая земля, Полесский округ

В ноябре 1917 года Полесье, по линии железной дороги Брест — Гомель, вошло в состав Украинской Народной Республики. Закрепление и мировое признание этих территорий за УНР произошло в Бресте в феврале 1918 года. По итогам соглашений правительство Украины 6 марта 1918 года приняло «Закон об административно-территориальном делении Украины», по которому создали Дреговицкую землю с центром в Мозыре. Фактический контроль над территорией имели германские оккупанты, а украинским деятелям отдали на откуп местные дела, включая образование, культуру и местное самоуправление.
Когда в Киеве свергли гетмана Павла Скоропадского, «Дреговицкую землю» переименовали в «Полесский округ». Эта административно-территориальная единица была самой большой в УНР.
После поражения в Первой мировой войне Германия должна была вывести свои войска с оккупированных ею территорий Украины, Белоруссии и Прибалтики и отойти к границам 1914 года. Поражением Центральных держав и предстоящим выводом их войск решило воспользоваться большевистское правительство Ленина, которое отдало приказ о выдвижении войск РККА вслед за отходившими германскими войсками с целью установления советской власти на освобождаемых территориях. Одновременно подпольным большевистским группам было приказано начинать восстания и самим захватывать власть, не дожидаясь подхода частей Красной армии.

## Ход восстания
С лета 1918 года в регионе местными левыми эсерами и большевиками постепенно организовываются небольшие повстанческие группы, которые, узнав о начале выдвижения РККА на запад, 5-6 декабря 1918 года, воспользовавшись нейтралитетом немецких войск, заняли помещение телеграфа, администрации и государственной стражи в Дубровице. 9 декабря был разоружен немецкий гарнизон в Сарнах. Тысяча повстанцев двинулась на станцию Видибор. После предъявленного ультиматума местный германский гарнизон уехал на станцию Лунинец. В возникновении в руках повстанцев оказались составы бывшего 39-го армейского корпуса русской армии.
Повстанцы взяли под контроль Столин, Давид-Городок, Туров, Высоцк. К концу 1918 года восставшие контролировали важные железнодорожные узлы от Ганцевичей до Лунинца и от Парохонска до Сарн. Был создан Полесский военно-революционный комитет, разместившийся в вагоне на станции Видибор и объявивший мобилизацию всех мужчин в возрасте 20-30 лет, в связи с чем восстание приобрело массовый характер: всего участие в нём приняли свыше 10 тысяч местных жителей. Для руководства восстанием большевистское руководство прислало Александра Ильина, которому удалось добиться от немецких войск в Лунинце передачи на нужды восстания хранившееся на складах вооружения царской армии и перехода власти к повстанцам к 8 января.
Правительство УНР направило на подавление левоэсеровско-большевистского восстания Сарненскую группу в составе 2,5 тысячи штыков, 600 сабель, 8 орудий и двух бронепоездов, которая выдавила повстанцев из Сарн. 20 января войска УНР начали наступление на Дубровицу и 24 января заняли город.

22 января подошедшие к Пинску части 17-й дивизии РККА и повстанцы вступили в бой с пинской офицерской дружиной (Пинско-Волынский добровольческий батальон), но были разбиты благодаря поддержке германского бронепоезда.
Из оперативной сводки штаба Западной армии от 25 января 1919 г.
В ночь на 22 января отрядом 152-го полка занят Пинск.
Нами взято до 60 человек пленных. Есть раненые и убитые. Во время боя проходящие немецкие эшелоны стали на стороны петлюровцев и, направив на наших броневой поезд, принудили наших сдаться в плен с гарантией защищать их от петлюровцев до ухода последних из Пинска. Благодаря переговорам наших представителей с немецкими солдатами наши части освобождены, и 25 сего января вновь занят Пинск. Петлюровцы и гайдамаки бежали, разграбив мирных жителей…
.
25 января последний немецкий эшелон покинул город и в Пинск переехал Полесский ревком.

## Ликвидация Полесского ревкома
Полесский ревком как слишком самостоятельный больше был не нужен центральной советской власти и был обвинён в «самовольной мобилизации, игнорировании властей ССРБ, доминировании левых эсеров». Повстанческие отряды обвиняли в реквизициях имущества у населения. Командир 17-й стрелковой дивизии отдал А. Ильина под трибунал, но тот был оправдан.  6-8 февраля последовало решение о роспуске ревкома; власть на местах должна была перейти отдельным уездным ревкомам. Одновременно большевики стали проводить антиэсеровскую агитацию в повстанческих полках. 15 февраля Мясников телеграфировал главе ЦИК РСФСР Я. Свердлову: «Полесский ревком ликвидирован на прошлой неделе. На местах организуется партийная и советская работа». Восстание закончилось.

## Ликвидация советской власти
7 февраля 1919 года повстанцы перешли в наступление против войск УНР и заняли Сарны и стали проводить рейды в сторону Ковеля, Луцка и Ровно.
В условиях начавшейся советско-польской войны 27 февраля польские войска заняли Дрогичин. 2 марта был занят Янов. 5 марта 1919 года к Пинску подошла Оперативная группа «Подляшье» (пол. Grupa Operacyjna "Podlasie") генерал-майора Антония Листовского и к вечеру заняла город.
20 марта перешли в наступление украинские войска и 24 марта заняли станцию Горынь. В повстанческих «полках» распространилось дезертирство. После того, как части Красной армии были отброшены на северный берег Припяти, войска УНР остановились на южном берегу реки.